# Tańsk-Grzymki
Tańsk-Grzymki (prononciation : [ˈtaɲsk ˈɡʐɨmki]) est un village polonais de la gmina de Dzierzgowo dans le powiat de Mława de la voïvodie de Mazovie dans le centre-est de la Pologne.
Il se situe à environ 7 kilomètres à l'ouest de Dzierzgowo (siège de la gmina), 16 kilomètres au nord-est de Mława (siège du powiat) et à 111 kilomètres au nord de Varsovie (capitale de la Pologne).
Le village compte approximativement une population de 40 habitants en 2006.

## Histoire
De 1975 à 1998, le village appartenait administrativement à la voïvodie de Ciechanów.